# Magnetoencefalografia

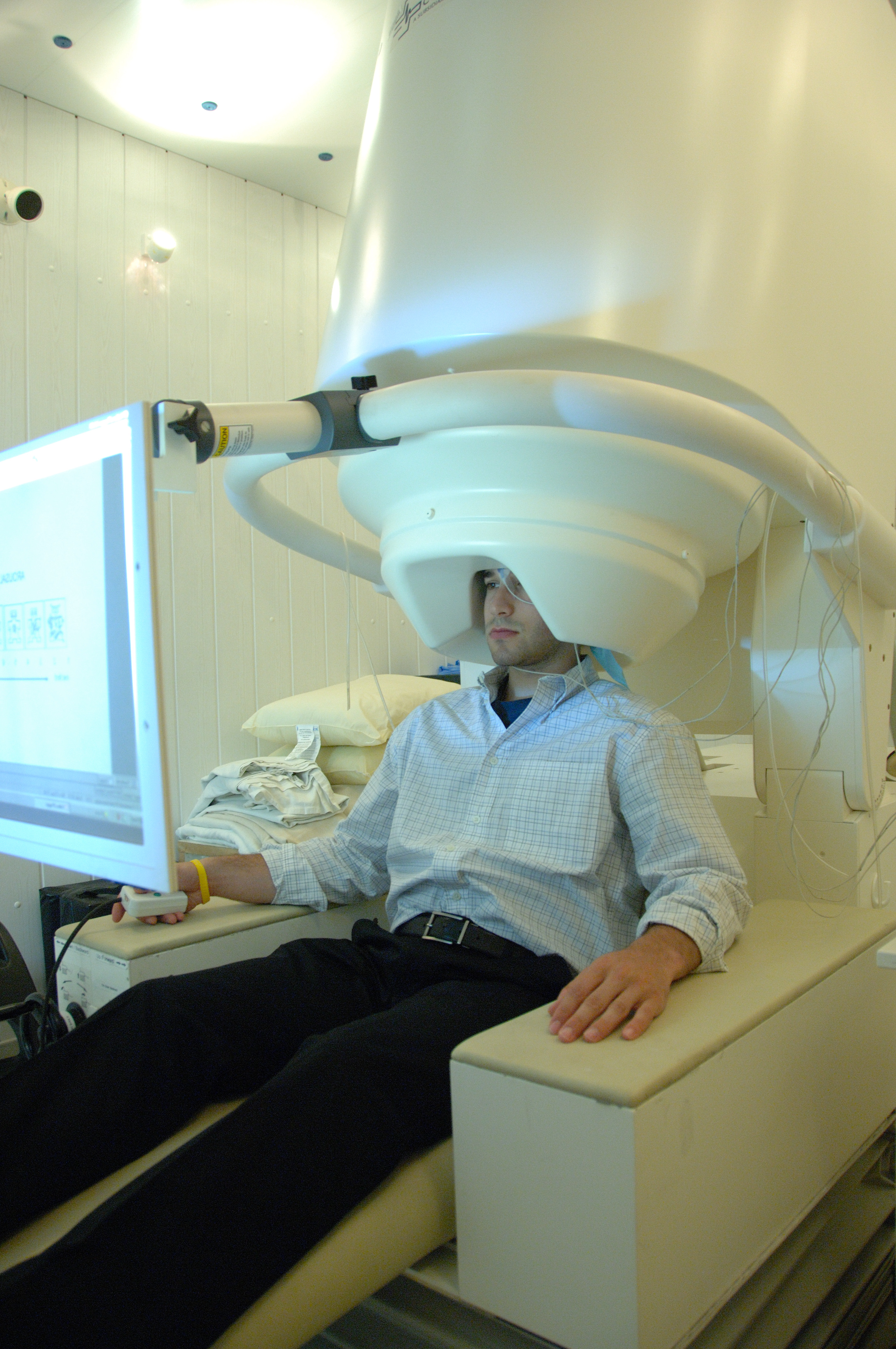
Persona fent-se una MEG

La magnetoencefalografia (MEG) és una tècnica no invasiva que registra l'activitat funcional cerebral, mitjançant la captació de camps magnètics, permetent investigar les relacions entre les estructures cerebrals i les seves funcions. La possibilitat d'aquests registres ve determinada per l'activitat postsinàptica neuronal i per l'activació sincrònica de milions de neurones, el que genera una activitat cerebral uniforme, diferenciada i localitzada, capaç de ser registrada mitjançant magnetòmetre localitzats al llarg de la convexitat cranial.

## Funcionament

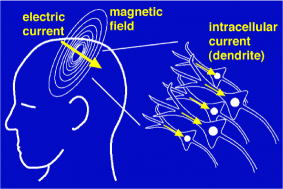
Origen del camp magnètic cerebral. El corrent elèctric també produeix el senyal EEG.

Una de les tècniques de registre dels camps magnètics d'origen biològic de major incidència i rellevància científica és la magnetoencefalografia (MEG). La capacitat de la MEG, tant en anàlisi com en organització de la informació rebuda, és tan gran que permet valorar en mil·lisegons l'activitat cerebral i organitzar mapes funcionals cerebrals amb delimitació de l'estructura cerebral en espai de petits centímetres, i fins i tot, mil·límetres cúbics. Això permet generar mapes funcionals de l'activitat cerebral capaços de ser organitzats i representats temporal i espacialment. En particular la MEG registra l'activitat postsinàptica generada per les dendritas apicals de les cèl·lules piramidals la justificació des del punt de vista neurofisiològic la podem trobar en els potencials postsinàptics (PPS) que són potencials amb una cinètica més lenta, durant entre 10 i més de 100 ms. Els PPS originen l'activitat neuromagnética de baixa freqüència (entre 10 i 100 Hz).

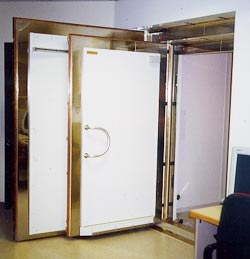
Entranda a la cambra blindada magnèticament, mostrant les capes de blindatge separades

Si analitzem detingudament el procés comprovarem que l'excitació inicial d'una regió de la membrana citoplasmàtica produeix l'entrada de corrent (corrent transmembrana o Imemb). A aquesta regió la hi denomina embornal. Aquesta corrent ha de formar un circuit tancat, que es propagarà per l'interior (corrent intracel·lular o Intra) de l'axoplasma tant anterògrada com retrògradament, de manera que trobarà zones de membrana per les quals sortirà, al mateix temps que les despolaritza. Aquestes regions de sortida de corrent es denominen fonts. A partir d'aquestes fonts el corrent es propagarà per l'espai extracel·lular (corrent extracel·lular o de volum, Ivol). Aquest mecanisme amb dos tipus de corrent (intracel·lular i de volum) és el responsable de la generació dels camps magnètics. Ja que es tracta d'un mateix circuit, resulta evident que la magnitud d'ambdues corrents serà igual (Iintra = Ivol). No obstant això, els volums pels quals es propaguen no són iguals, i aquesta diferència serà molt important a l'hora de determinar els camps magnètics.

## Avantatges
Existeixen diferents tècniques d'estudi de l'activitat cerebral que podem comparar amb la MEG:
- Davant de les tècniques que mesuren o valoren l'estructura cerebral, la Ressonància Magnètica (RM) o la tomografia axial computada (TAC), la MEG ens dona informació sobre els processos funcionals de l'anatomia cerebral amb menor resolució espacial però amb major resolució temporal.
- En relació amb les tècniques que mesuren o estudien el metabolisme cerebral, com la tomografia per emissió de fotó únic (SPECT) i la tomografia per emissió de positrons (PET), proveeixen informació sobre diferents canvis vasculars i metabòlics subjacents a l'activitat neuronal amb una resolució temporal molt limitada i lluny del temps real dels processos funcionals.[3][4][5]
- I comparant-la amb tècniques que estudien o mesuren processos bioelèctrics com l'electroencefalografia (EEG), la EEG té una resolució temporal propera a la MEG, però la resolució espacial és molt limitada. D'altra banda, els senyals registrades per la EEG es veuen afectades pels diferents graus de resistència dels teixits que traspassen fins a arribar a l'elèctrode extern, el que comporta dificultats i imprecisions en interpretar la localització de les diferents fonts cerebrals generadores del senyal electroencefalogràfica. Per contra la MEG registra l'activitat elèctrica primària, els camps magnètics associats no pateixen problemes d'atenuació, distorsió o modificació de la conductivitat.[6][7]